# Wolfgang Müller (poet)
Wolfgang Müller, kallad Müller von Königswinter, född den 15 mars 1816 i Königswinter (vid Rhen), död den 29 juni 1873 i Bad Neuenahr, var en tysk skald.
Müller var först läkare, men ägnade sig sedan uteslutande åt litteraturen. Med glad, innerlig stämning och i melodisk form besjöng han Rhentrakternas skönhet och omdiktade deras sagoskatt. Bland den stora mängden av hans arbeten framstår de episka dikterna Rheinfahrt (1846), Lorelei (1851) och Maikönigin (1852), den lyriska samlingen Mein Herz ist am Rheine (1857) och lustspelet Sie hat ihr Herz entdeckt (1863). Han skrev även noveller och konsthistoriska arbeten. En samling av hans verk bär titeln "Dichtungen eines rheinischen Poeten" (6 band, 1871–1876). År 1896 restes ett monument över Müller i Königswinter.